# 등자룡
등자룡(중국어 정체자: 鄧子龍, 간체자: 邓子龙, 병음: Dèng Zilóng 덩쯔룽[*], 1531년~1598년 12월 16일)은 중국 명나라의 장수이다. 자는 무교(武橋), 호는 대천(大千), 별호는 호관도인(虎冠道人)이다. 

## 생애
강서성 남창부 풍성현 낙성교(落星橋) 무계(茂溪) 등촌(鄧村, 현재의 장시성 이춘시 두스진(杜市鎭) 덩자촌(鄧家村)) 출신이다. 1558년 무과에 급제하여 관직에 나섰다.
체격이 우람하고 용맹하며 민첩하였다. 가정 연간 강서에서 반란이 일어나 장수시가 약탈당했을 때 관청의 소집에 응하여 반란을 진압하였다. 이후 전공을 거듭 쌓아 광동파총(廣東把總)에 올랐다.
1573년)자룡은 장원훈(張元勲)을 따라 혜주에서  뇌원작(賴元爵)의 난을 진압했다. 곧 장원훈 밑에서 진금앵(陳金鶯), 나소청(羅紹淸)의 난을 평정했다. 반란군의 수령 황고휘(黃高暉)가 도망쳤기 때문에 자룡은 산에 들어가 이를 생포하였고, 이후 동고석(銅鼓石)의 수비를 맡았다. 곧 서도지휘첨사로 발탁되어 절강도사를 관장하였다. 파면에 해당하는 죄가 있다는 논의가 나왔지만, 만력제는 등자룡의 죄를 묻지 않았다. 이후 마양의 묘족 김도려(金道侶)가 반란을 일으키자 참장으로 발탁되어 이를 토벌하여 반란군을 물리치고 그 일당을 해산시켰다.
1580년 오개위(五開衛)의 군사 호야로(胡若盧) 등이 감사행서에 불을 놓고 수비와 여평부(黎平府)수를 추방했다. 이에 정주·동고·용리에 거주하던 묘족들이 호응하여 반란을 일으켰다. 자룡은 위성(衛城)의 동문에 불을 질러 반란군을 불러들이고 은밀히 북문으로 군사를 침투시켜 반란군을 무찔렀다.
1583년 윤2월 따웅우 왕조가 운남성을 침공했다. 이에 따라 자룡은 영창부 참장으로 파견되었다. 목방부(木邦部) 경마족(耿馬族)의 한건(罕虔)이 악봉(岳鳳)과 함께 반역하여 따웅우의 난다버인왕을 영창부(永昌府)에 침입하게 하였다. 한건은 난다버인과 함께 운남성을 유린했다.
1584년 등자룡은 나뭇가지를 기어올라가 급전해 한건, 경종진(景宗眞) 등을 전장에서 베고 경종재(景宗材)를 생포했다. 한건의 자식 등은 궁수 500명을 통솔하게 하여 막게 하려 하였다. 자룡은 반란군의 근거지를 직격하여 미리 산 뒤에 매복해있던 병사와 함께 이들을 공격하였고, 130여 명을 생포하고 500여 명을 참수했다. 악봉을 사로잡아 북경으로 연행하자 만력제는 기뻐하며 자룡을 부총병으로 승진시켰다. 그러나 이후 휘하 병사들의 약탈의 죄를 문책받아 관직을 박탈당하고 하리가 되었다.
1590년 맹양(孟養)의 사개(思箇)가 반란을 일으켰다. 등자룡은 심문을 받고 있었는데, 순무 오정이 군공을 세우게 하여 죄를 속죄하게 하고 싶다고 청원하여 만력제는 이를 허락하였다. 명나라의 주력 부대가 도착하기 전에 오정은 등자룡과 검국공 목창조(沐昌祚)를 장수로 파견하여 사개를 격퇴하였다. 그러나 곧 정개의 10개 군영에서 보응춘, 패생 등이 반란을 일으켜 세를 확장시키자 이들을 토벌하러 갔다. 등자룡은 1,200명을 참수하고 6,600명을 생포했다. 등자룡은 부총병으로 복직하여 서금산참장사를 지냈다. 사인(思仁)은 그 동료 병측(丙測)과 함께 반란하여 따웅우 왕조의 군사를 계속 끌어들였는데, 1592년 사인은 맹양을 쳐들어가 만막을 침범하였는데 등자룡은 이들을 물리쳤다. 만력 21년(1593년) 자룡은 탄핵돼 파면됐다가 귀향했다.
1598년, 정유재란에 등자룡은 이미 70에 가까운 노령이었지만 200명의 사졸을 이끌고 명나라의 절강에서 파견된 수군 도독 진린(陳璘)의 휘하로 원조하여 수군부총병에 임명되었다. 그해 11월 19일(명력), 마지막 대규모 해전이 된 노량해전에서 수군 총병 진린로부터 조선 수군통제사 이순신과 함께 병 1,000명·이순신이 빌려준 판옥선 2척 중 1척 총 3척의 군선을 이끌고 선봉에 설 것을 명령받아 스스로 선진을 끊고 분전했다. 그러나 아군이 쏜 포탄에 피격되어 배에 불이 붙었다. 와중 시마즈 요시히로의 군에 둘려싸여 배에 올라탄 왜군에 항전하다 전사하였다. 시신은 고향 풍성(豊城)으로 돌아가 묻혔고, 조선은 그를 위해 묘를 세워 모셨다.

## 관련 작품
- 《불멸의 이순신》 (KBS1, 2004년~2005년, 배우: 함석훈)
- 《임진왜란 1592》 (KBS1, 2016년, 배우: 황검봉)
- 《노량: 죽음의 바다》 (2023년, 배우: 허준호)